# Leonardo (treno)
I treni Leonardo sono elettrotreni interoperabili per metropolitane della famiglia MNG ("Metropolitana di Nuova Generazione") prodotti dall'azienda italiana AnsaldoBreda, oggi Hitachi Rail Italy, per la metropolitana di Milano.

## Storia

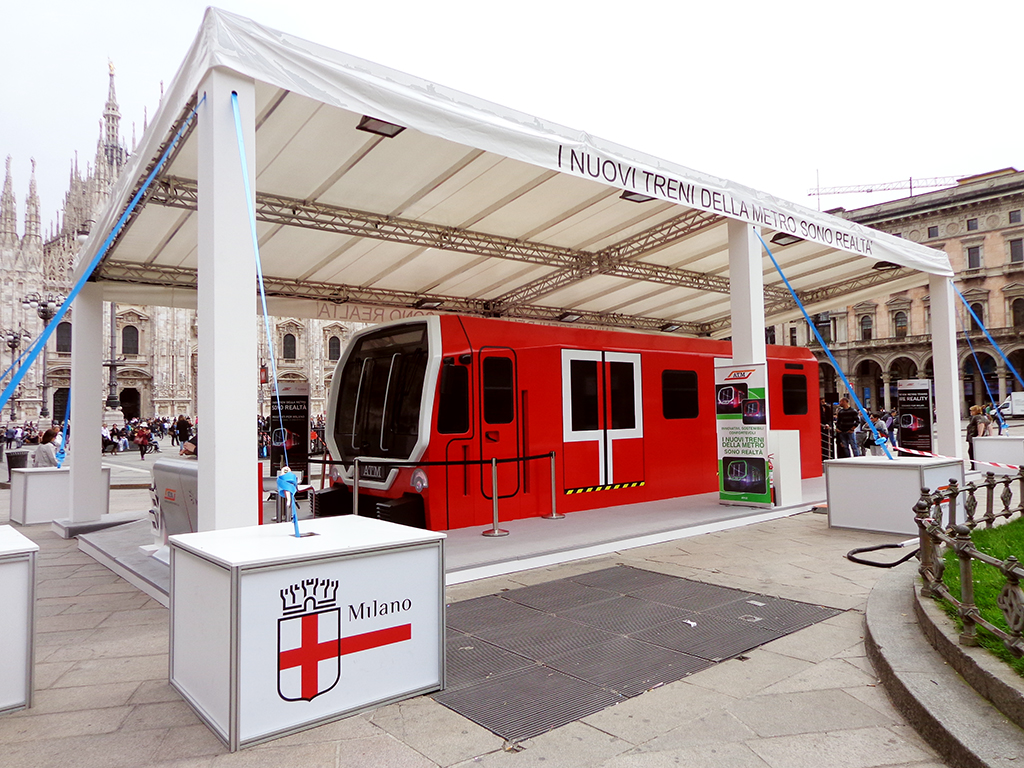
Simulacro del treno, esposto in piazza Duomo a Milano nel 2014

Il nuovo convoglio, basato sul precedente modello "Meneghino", nasce su commissione dell'Azienda Trasporti Milanesi per il rinnovo dei rotabili delle linee della metropolitana in vista di Expo 2015. Il finanziamento di 220 milioni di euro con cui sono stati acquistati i treni è interamente a carico di ATM grazie a un mutuo contratto con la Banca europea degli investimenti.
Il progetto scelto, quello elaborato da AnsaldoBreda, è stato presentato con una maquette nell'aprile 2014 in piazza del Duomo. Il primo convoglio è poi stato presentato ed è entrato in servizio il 23 dicembre 2014, seguito da altri 13 convogli prima dell'apertura di Expo 2015. In totale, le prime forniture hanno portato a 30 treni, di cui 20 destinati alla linea M1 e 10 destinati alla linea M2; a differenza di quanto avvenuto con il "Meneghino", non sono stati realizzati esemplari del "Leonardo" per la linea M3.
Successivamente, il 26 marzo 2016, ATM ha annunciato l'acquisto di 15 treni Leonardo per la linea M2 con un investimento di 109 milioni. Questi treni sono stati consegnati tra il 2017 e il 2018.

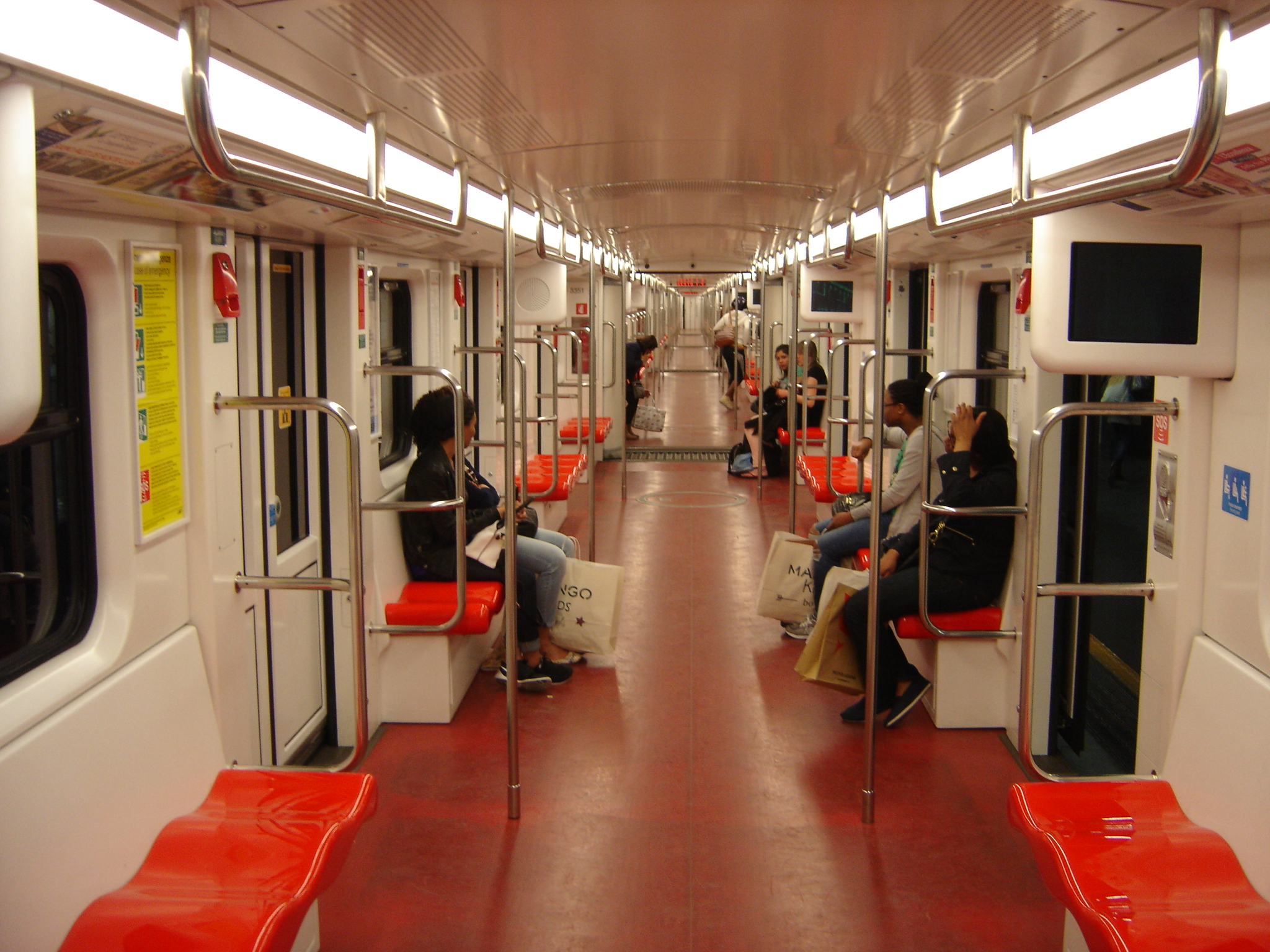
Interno di un treno Leonardo della linea 1

Il 9 febbraio 2017 ATM ha ordinato al prezzo di circa 106 milioni di euro altri 15 treni Leonardo per ammodernare la propria flotta (6 treni per la linea M1 e 9 treni per la linea M2), consegnati entro metà 2019.
Per radiare anche gli ultimi esemplari dei vecchi treni reostatici in servizio sulla linea M2, il 9 luglio 2018 sono stati ordinati ulteriori 12 treni, con consegne cadenzate ad una unità al mese a partire dall'autunno del 2019.
La flotta di treni Leonardo per la metropolitana di Milano comprende quindi un totale di 72 treni, così suddivisi:
| Lotto     | Costo (in euro) | Consegna  | Treni M1 | Treni M2 | Numero treni totale |
| --------- | --------------- | --------- | -------- | -------- | ------------------- |
| Primo     | 220 milioni     | 2014-2015 | 20       | 10       | 30                  |
| Secondo   | 109 milioni     | 2017-2018 | -        | 15       | 15                  |
| Terzo     | 106 milioni     | 2018-2019 | 6        | 9        | 15                  |
| Quarto    | 87 milioni      | 2019-2020 | -        | 12       | 12                  |
| Riepilogo | 522 milioni     | 2014-2020 | 26       | 46       | 72                  |

## Caratteristiche

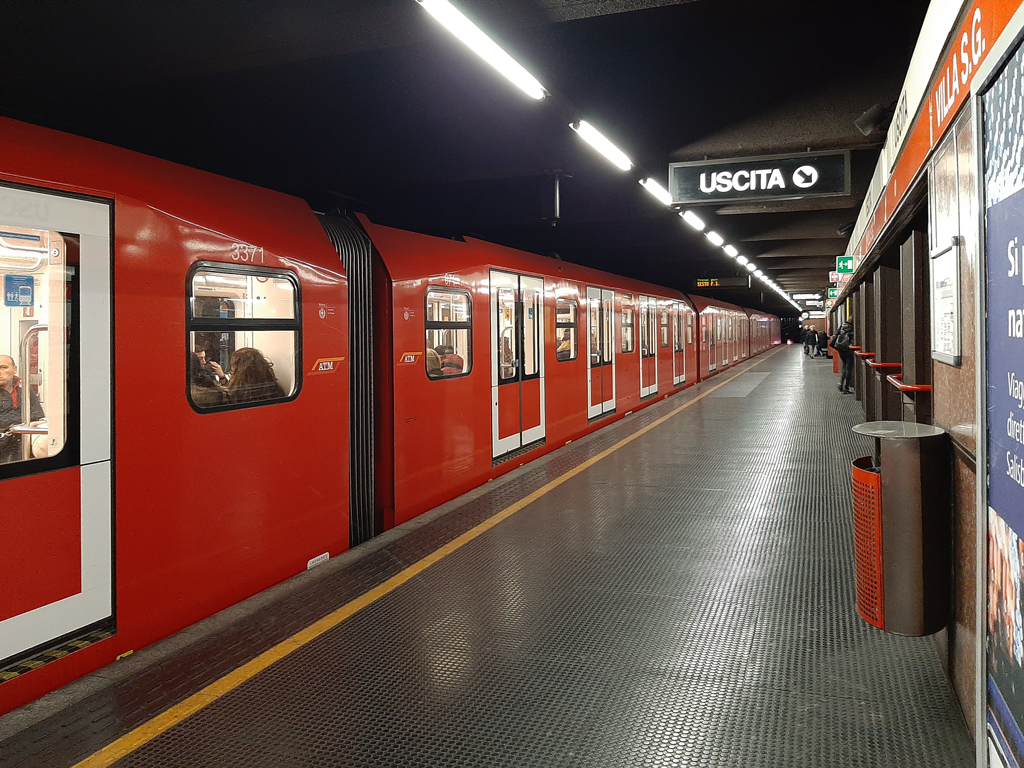
Un treno Leonardo in sosta alla stazione Villa San Giovanni

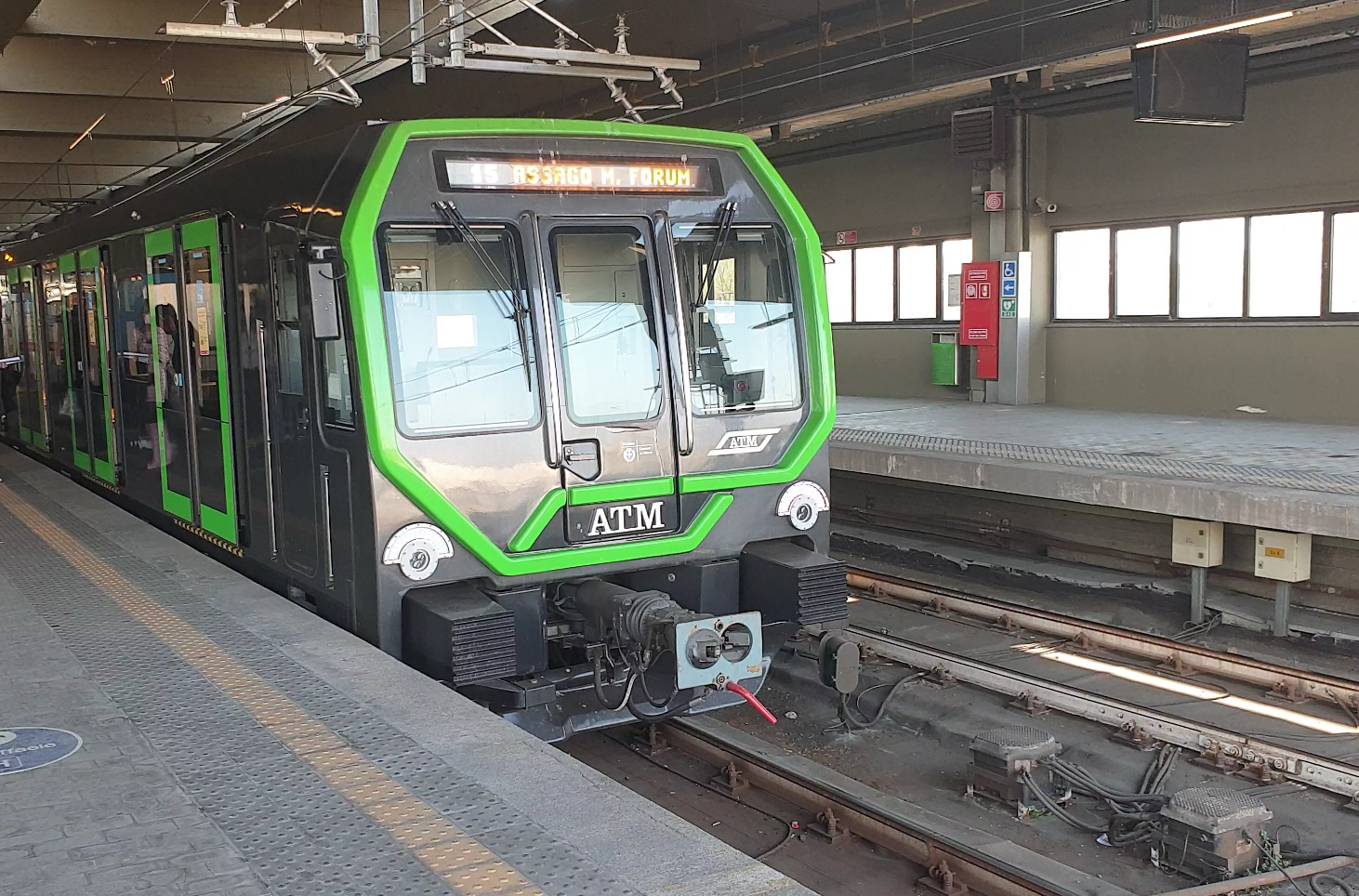
Leonardo M2 in sosta a Cascina Gobba

Il nuovo treno è composto da 6 casse; le due di estremità (dotate di cabina) e le due intermedie centrali sono fornite ciascuna di 4 motori, mentre le altre due sono rimorchiate. Le unità quindi risultano essere in questo ordine: M1-R-M2-M2-R-M1, in cui R=rimorchio, M1=motrice con cabina ed M2=motrice senza cabina. La lunghezza complessiva è di poco meno di 107 metri.
La potenza complessiva di ciascuna unità di trazione è di 1280 kW. Il controllo di potenza è attuato mediante inverter IGBT-VVVF. 
Come il suo predecessore, il "Meneghino", è stato progettato per garantire l'interoperabilità sulla rete metropolitana: può essere alimentato sia alla tensione di 750 V (linea M1) che a quella di 1500 V (linea M2), può sfruttare i differenti sistemi di segnalamento utilizzati sulle linee M1 ed M2 (sulla linea verde le informazioni relative alle condizioni di marcia da mantenere vengono ancora comunicate mediante i segnali luminosi, mentre sulla rossa vengono inviate ai treni via radio e terra) ed è in grado di ricevere l'alimentazione elettrica sia tramite terza rotaia, sistema in uso sulla linea M1, che tramite pantografo, come avviene sulla M2 e nei depositi della M1. È in grado di recuperare energia elettrica durante la frenatura fino ad una percentuale prossima al 50%. I rotabili in circolazione sulla linea M1 sono dotati di un avanzato sistema di controllo e sicurezza di marcia e di frenatura con la possibilità di arresto a bersaglio in banchina.
La composizione adottata, senza soluzione di continuità tra le singole unità tutte climatizzate, presenta complessivamente 48 porte scorrevoli, 8 per ogni vagone, equamente divise tra i due lati del convoglio. Gli ambienti, in conformità alle più recenti norme di sicurezza, sono videosorvegliati e dotati di un sistema informativo audio e video digitale con monitor a LCD in comparto. Alcuni esemplari sono dotati di una livrea interamente basata sul colore distintivo della linea su cui circolano, verde o rosso, ed hanno i profili intorno alle porte colorati in bianco, mentre altri sono interamente verniciati in nero con i profili intorno alle porte e sul frontale verdi o rossi.